# Fritz Alexander Kauffmann

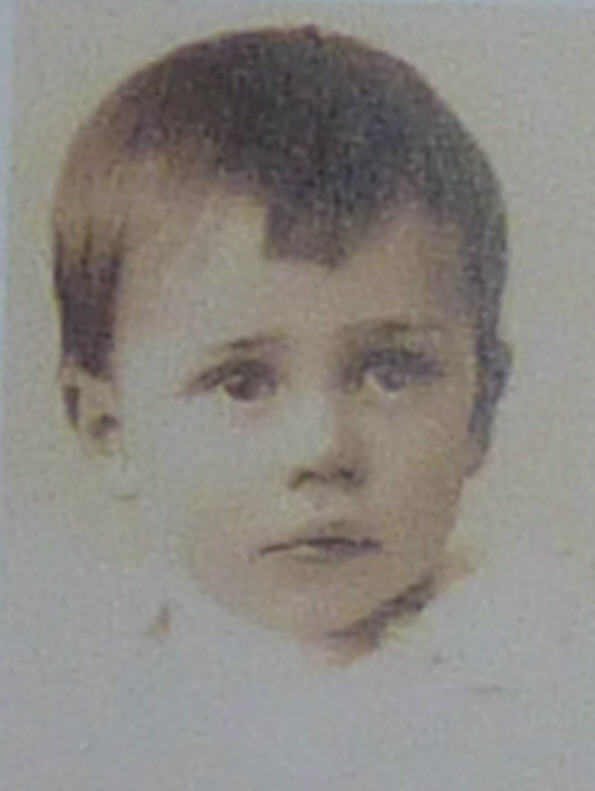
Fritz Alexander Kauffmann als Kind

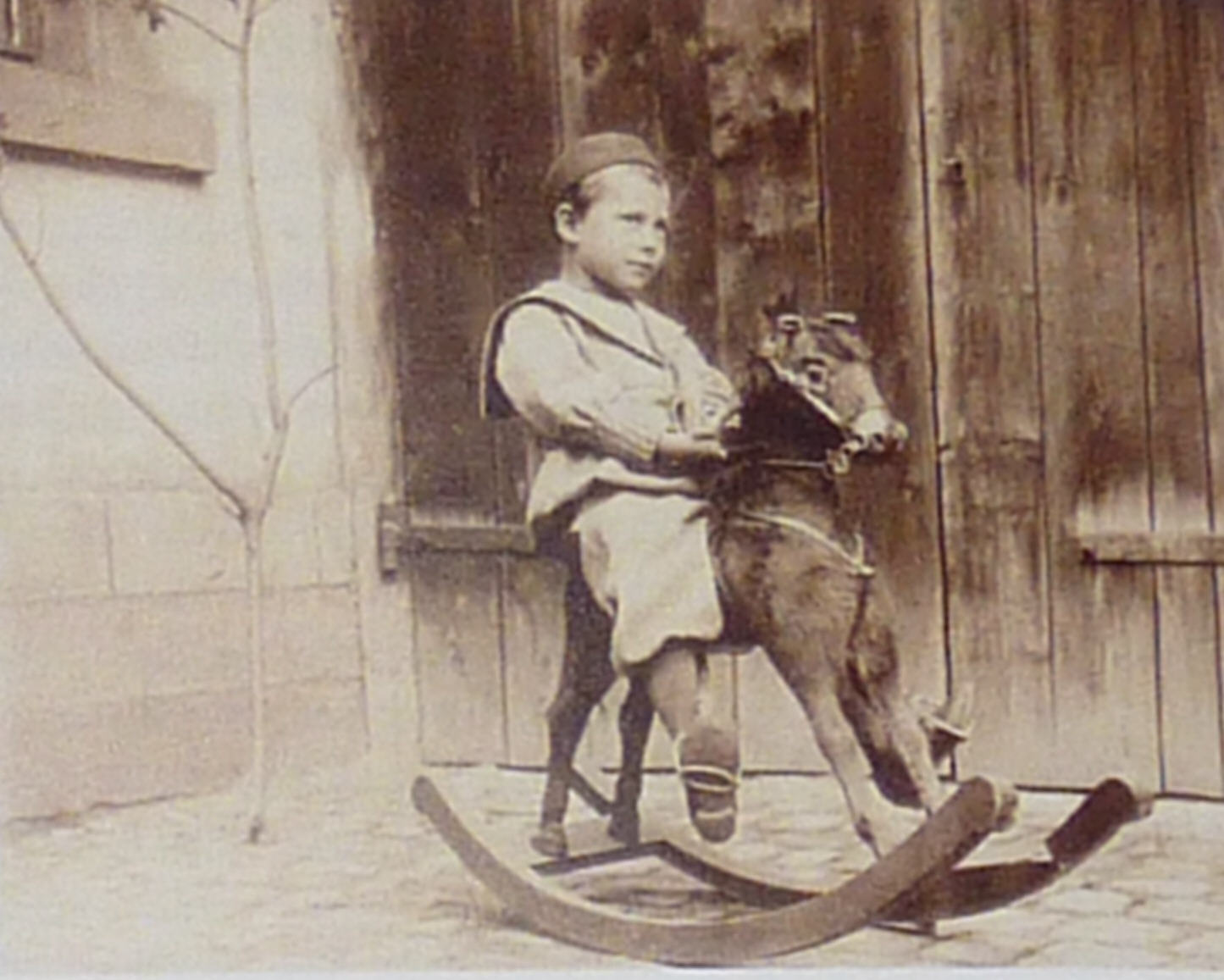
Fritz Alexander Kauffmann als Kind

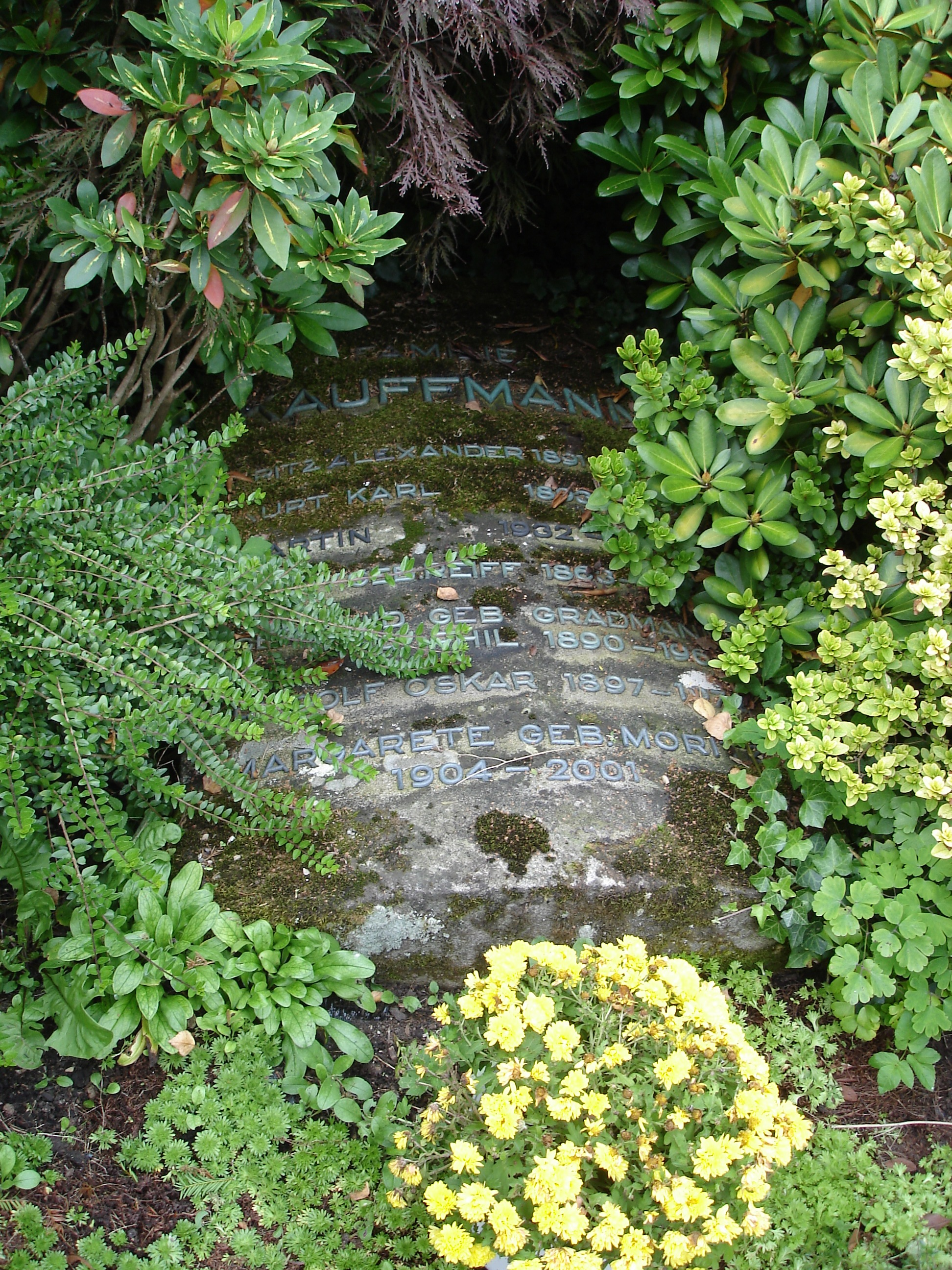
Kauffmanns Grab in Ebersbach an der Fils

Fritz Alexander Kauffmann (* 26. Juni 1891 in Denkendorf; † 19. Mai 1945 in Ebersbach an der Fils) war ein deutscher Pädagoge und Schriftsteller.

## Leben
Fritz Alexander Kauffmann wurde am 26. Juni 1891 als Sohn des Senffabrikanten Carl Kauffmann, Enkel von Friedrich Kauffmann, im ehemaligen Kloster Denkendorf bei Esslingen in Württemberg geboren. Das Klostergelände war von 1830 bis 1907 im Privatbesitz der Familie. Kauffmann studierte Romanistik, Anglistik und Kunstgeschichte an der Universität Tübingen, in Paris und London. Nach der Teilnahme am Ersten Weltkrieg trat er in den höheren Schuldienst ein. Er wurde 1919 zunächst Studienassessor in Stuttgart und dann 1922 Studienrat an die Realschule in Pfullingen, die er ab 1928 leitete, und war auch Herausgeber eines lange Zeit verwendeten Schulbuches. 1931 wurde er Professor für Kunst- und Zeichenunterricht an der Pädagogischen Akademie Halle. Kauffmann war Mitglied der Deutschen Demokratischen Partei (1920 bis 1931/32) sowie der Deutschen Liga für Menschenrechte (August 1924 bis August 1932). Nach der Machtergreifung durch die Nationalsozialisten 1933 bekam Kauffmann Schwierigkeiten, und auch sein Eintritt in die NSDAP zum 1. Mai 1933 (Mitgliedsnummer 2.761.658) konnte ihm nicht mehr helfen. Kauffmann wurde, erst 42-jährig, im Herbst 1933 vom preußischen Innenministerium in den Ruhestand versetzt. Kauffmann zog sich mit seiner Familie in die elterliche Villa auf dem Firmengelände in Ebersbach zurück, wo er als Privatgelehrter lebte. Obwohl bei vollen Pensionsbezügen nun in der Lage, sich bis zum Kriegsende der „freien Schriftstellerei“ zu widmen, empfand Kauffmann die zwangsweise Trennung vom Lehrbetrieb als Demütigung. Alle Anträge auf Wiederverwendung wurden von der nationalsozialistischen Regierung abgelehnt.
Wie schon Theodor Fontane während einer schweren Erkrankung, dem Rat der Ärzte folgend, seine Kindheit niederschrieb, verarbeitete auch Kauffmann diesen für ihn schweren Konflikt zu einem erst postum 1956 erschienenen Werk, das sowohl in der Tradition der Kindheitsbücher steht, als auch an den klassischen Bildungsroman erinnert. In epischer Breite schildert er darin seine Knabenzeit, die heimatliche Geborgenheit in schwäbischer Provinz: Natur, Menschen, Konflikte – „Himmel und Hölle“ vom zweiten bis zum zwölften Lebensjahr; persönlich, doch immer in distanzierter „Er“-Form.
Das Werk blieb unvollständig; 1945 kam Kauffmann bei einem Verkehrsunfall ums Leben. Eine Gedenkstätte im Stadtmuseum „Alte Post“ in Ebersbach an der Fils erinnert an sein Leben und Werk.
Seine Frau Gertrud (1890–1965), Tochter des Kunsthistorikers Eugen Gradmann, war promovierte Kunsthistorikerin und veröffentlichte 1937 unter dem Pseudonym „Gertrud Hörlin“ den Entwicklungsroman Verena. Sie hatten drei Kinder: Agathe (1922–2012), Thomas (1924–2012) und Andreas (1928–1944).

## Veröffentlichungen
- Die Woge des Hokusai. Eine Bildbetrachtung. Herbig, Berlin 1938 (erneut Klett, Stuttgart 1966).
- Deutsches Wohnen. Deutscher Verlag, Berlin 1940.
- Roms ewiges Antlitz, Formschicksal einer Stadt. Riemerschmidt, Murnau 1940.
- Die neue deutsche Malerei. Deutscher Verlag, Berlin 1941.
- Kirchen und Klöster des oberschwäbischen Barock. Der Versuch einer Gestaltung. Badischer Verlag, Freiburg 1949.
- Leonhard – Chronik einer Kindheit. Deutsche Verlags-Anstalt, Stuttgart 1956 (erneut Manesse-Verlag, Zürich 1985).
- Leonhard. Chronik einer Kindheit. Hg. v. Kai Kauffmann. Wallstein, Göttingen 2018 (Neuedition mit den handschriftl. überlieferten Schlusskapiteln)